# Dimítrios Stamátis
Dimítrios Stamátis (en grec Δημήτριος Ι. Σταμάτης), né le 25 janvier 1950 à Thessalonique, est un homme politique grec.

## Biographie
Aux élections législatives grecques de janvier 2015, il est élu député au Parlement grec sur la liste nationale de la Nouvelle Démocratie.